# Goldwind
Goldwind Science & Technology Co., Ltd. (kurz: Goldwind) ist ein Entwickler, Hersteller und Betreiber von Windkraftanlagen sowie Anlagen, die der kommunalen/industriellen Wasserversorgung und Wasseraufbereitung dienen. Das 1998 gegründete Unternehmen mit Sitz in Peking gehört zu den größten Windkraftanlagenherstellern weltweit.
Laut Unternehmensaussage wurden seit der Gründung bis Ende 2021 über 44.000 Windturbinen mit einer kumulierten installierten Leistung von mehr als 86 GW (Gigawatt) und einer Betriebs- und Wartungskapazität von mehr als 50 GW produziert und weltweit geliefert. Das Unternehmen ist weiterhin im kleineren Umfang im Bereich der Wasseraufbereitung und des Umweltschutzes tätig. Dabei konzentriert sich Goldwind auf die Investition und Entwicklung, den Bau und Betrieb sowie die technologische Innovation von Wasseranlagen. Das Geschäftsfeld umfasst unter anderem die kommunale Wasserversorgung, die kommunale/industrielle Abwasseraufbereitung und Wiederverwendung von rückgewonnenem Wasser. Darüber hinaus spielt die Entsorgung fester Abfälle und die Schlammbehandlung eine Rolle. Bis Ende 2021 hat die Tochtergesellschaft Goldwind EP insgesamt 68 Wasserprojekte mit einer Wasseraufbereitungskapazität von über 4,23 Millionen Tonnen pro Tag realisiert und betrieben.
Gemessen an der neu installierten Leistung bei Windkraftanlagen von 6.660 MW (Megawatt) war Goldwind im Jahr 2018 nach Vestas weltweit der zweitgrößte Hersteller bei Onshore-Windkraftanlagen (2017: 5.400 MW; 2016: 6.400 MW; 2015: 7.800 MW; 2014: 4.728 MW).
Das Unternehmen ist über die Goldwind Windenergy GmbH mit Sitz in Hamburg mit 70 % größter Einzelaktionär des saarländischen Herstellers Vensys. Zwischen beiden Unternehmen besteht eine Lizenzpartnerschaft über die getriebelose Antriebstechnik.
In den Vereinigten Staaten werden die Windkraftanlagen von der Konzerntochter Goldwind Americas mit Sitz in Chicago vertrieben.

## Geschäftsfelder (Stand 31. Dezember 2021)
Das Unternehmen unterteilt die Geschäftstätigkeiten in folgende Geschäftsfelder:
- Windturbinen-Herstellung und Vertrieb: F&E, Herstellung und Vertrieb von Onshore- und Offshore-Windturbinen und -komponenten
- Windpark Investition & Entwicklung: Entwicklung, Übertragung und Betrieb von Windparks, Verkauf von Ökostrom
- Windkraftservice: Umfassende Lösungen für Windkraft, lastseitiger Stromservice
- Andere Geschäftsbereiche: Wasseraufbereitung Investition & Technologie, Finanzdienstleistungen & Kapitalbeteiligungen

Im Geschäftsjahr 2021 entfielen 79 % der Gesamtumsätze auf den Bereich Windturbinen-Herstellung und Vertrieb, circa 11 % auf Windpark Investition & Entwicklung und 8 % auf den Bereich Windkraftservice. Andere Geschäftsbereiche steuerten nur 2 % zum Gesamtumsatz bei.

## Windkraftanlagentypen und Geschäftsentwicklung
Goldwind plant, fertigt, errichtet, verkauft und betreibt Windkraftanlagen für Onshore- ("an Land") und Offshore-Standorte. Das Unternehmen bezeichnet die angebotenen Windkraftanlagen als "Smart PMDD Wind Turbine Plattform", wobei PMDD ein Akronym für permanent magnet direct drive ist. Es beschreibt den getriebelosen Direktantrieb mit einem permanenterregten Synchrongenerator.
Im Jahr 2021 belief sich die Gesamtleistung aller extern verkauften Windkraftanlagen auf 10.683 MW (Megawatt). Im Vergleich dazu betrug die Gesamtleistung der an Externe verkauften Anlagen im Jahr 2017 noch 5.082 MW. Ende 2021 betrug die Gesamtleistung aller Aufträge 17,4 GW (Gigawatt). Der externe Auftragsbestand belief sich auf insgesamt 16,9 GW, davon 3,6 GW aus erfolgreichen Ausschreibungen und 13,3 GW aus unterzeichneten Verträgen. Weitere 558 MW bestanden für unternehmenseigene Windparkentwicklungsprojekte. Zum Ende des Jahres 2021 hatten die Produkte der 3/4S-Serie (siehe nachfolgende Tabelle) mit 52 % den höchsten Anteil am Auftragseingang und erreichten 8,8 GW des externen Auftragsvolumens. Für die Produkte der 2S-Serie wurden insgesamt 3,2 GW an externen Aufträgen erteilt. Ihr Anteil sank von 89 % im Jahr 2017 auf 19 % im Jahr 2021. Die neuen MSPM ("Medium Speed Permanent Magnet") - Turbinen hatten das größte Wachstumspotenzial mit 4,8 GW an externen Aufträgen und 29 % am Auftragsmix.
| Übersicht der angebotenen Windkraftanlagen (Stand: Ende Mai 2022) | Übersicht der angebotenen Windkraftanlagen (Stand: Ende Mai 2022) | Übersicht der angebotenen Windkraftanlagen (Stand: Ende Mai 2022) | Übersicht der angebotenen Windkraftanlagen (Stand: Ende Mai 2022) | Übersicht der angebotenen Windkraftanlagen (Stand: Ende Mai 2022) | Übersicht der angebotenen Windkraftanlagen (Stand: Ende Mai 2022) | Übersicht der angebotenen Windkraftanlagen (Stand: Ende Mai 2022) |
| Produktserie                                                      | Bezeichnung                                                       | IEC-Windklasse                                                    | Nennleistung (MW)                                                 | Rotordurchmesser (m)                                              | Nabenhöhe (m)                                                     | Typ                                                               |
| ----------------------------------------------------------------- | ----------------------------------------------------------------- | ----------------------------------------------------------------- | ----------------------------------------------------------------- | ----------------------------------------------------------------- | ----------------------------------------------------------------- | ----------------------------------------------------------------- |
| GW 1S                                                             | GW 82-1.1MW                                                       | S                                                                 | 0,85–1,1+                                                         | 82                                                                | 50–70                                                             | onshore                                                           |
| GW 2S                                                             | GW 150-3.0MW                                                      | S                                                                 | 3                                                                 | 150                                                               | 120/140                                                           | onshore                                                           |
| GW 3S/4S                                                          | GW 136-4.2MW                                                      | II A                                                              | 4,2                                                               | 136                                                               | 100/110 (projektspezifisch)                                       | onshore                                                           |
| GW 3S/4S                                                          | GW 136-4.8MW                                                      | II B                                                              | 4,8                                                               | 136                                                               | 86/100/110 (projektspezifisch)                                    | onshore                                                           |
| GW 3S/4S                                                          | GW 155-4.5MW                                                      | III B/S                                                           | 4,5                                                               | 155                                                               | 95/110/140 (projektspezifisch)                                    | onshore                                                           |
| GW 3S/4S                                                          | GW 165-3.6/4.0MW                                                  | S                                                                 | 3,6/4                                                             | 165                                                               | 100/120/140/155/165                                               | onshore                                                           |
| GW 5S                                                             | GW 165-5.2/5.6/6.0MW                                              | S                                                                 | 5,2/5,6/6                                                         | 165                                                               | 100 (projektspezifisch)                                           | onshore                                                           |
| GW 6S                                                             | GW 184-6,45MW                                                     | S                                                                 | 6,45                                                              | 184                                                               | 112 (projektspezifisch)                                           | offshore                                                          |
| GW 8S                                                             | GW 175-8.0MW                                                      | S                                                                 | 8                                                                 | 175                                                               | 110 (projektspezifisch)                                           | offshore                                                          |